# Ásbyrgi

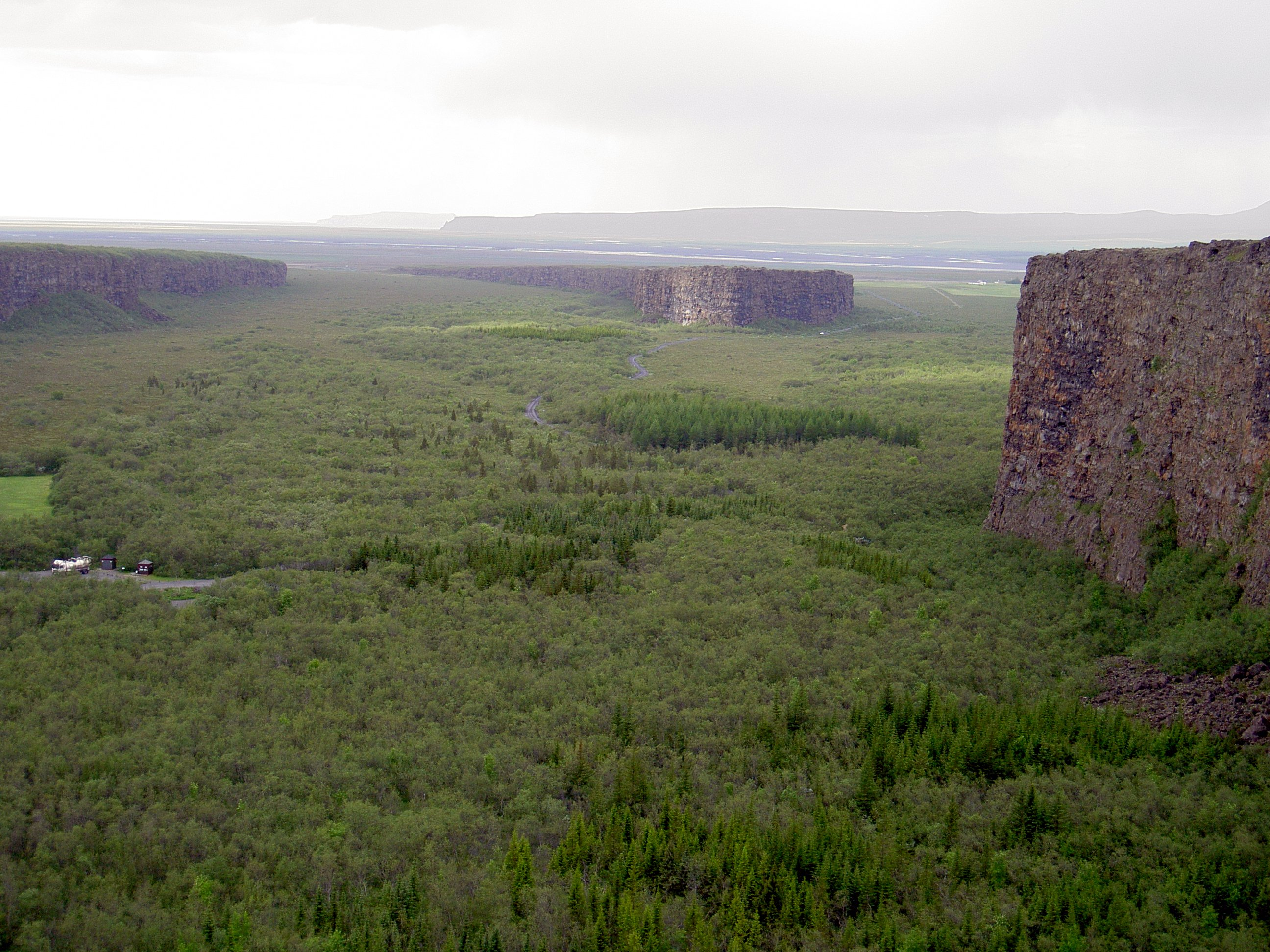
Veduta sul maestoso canyon di Ásbyrgi

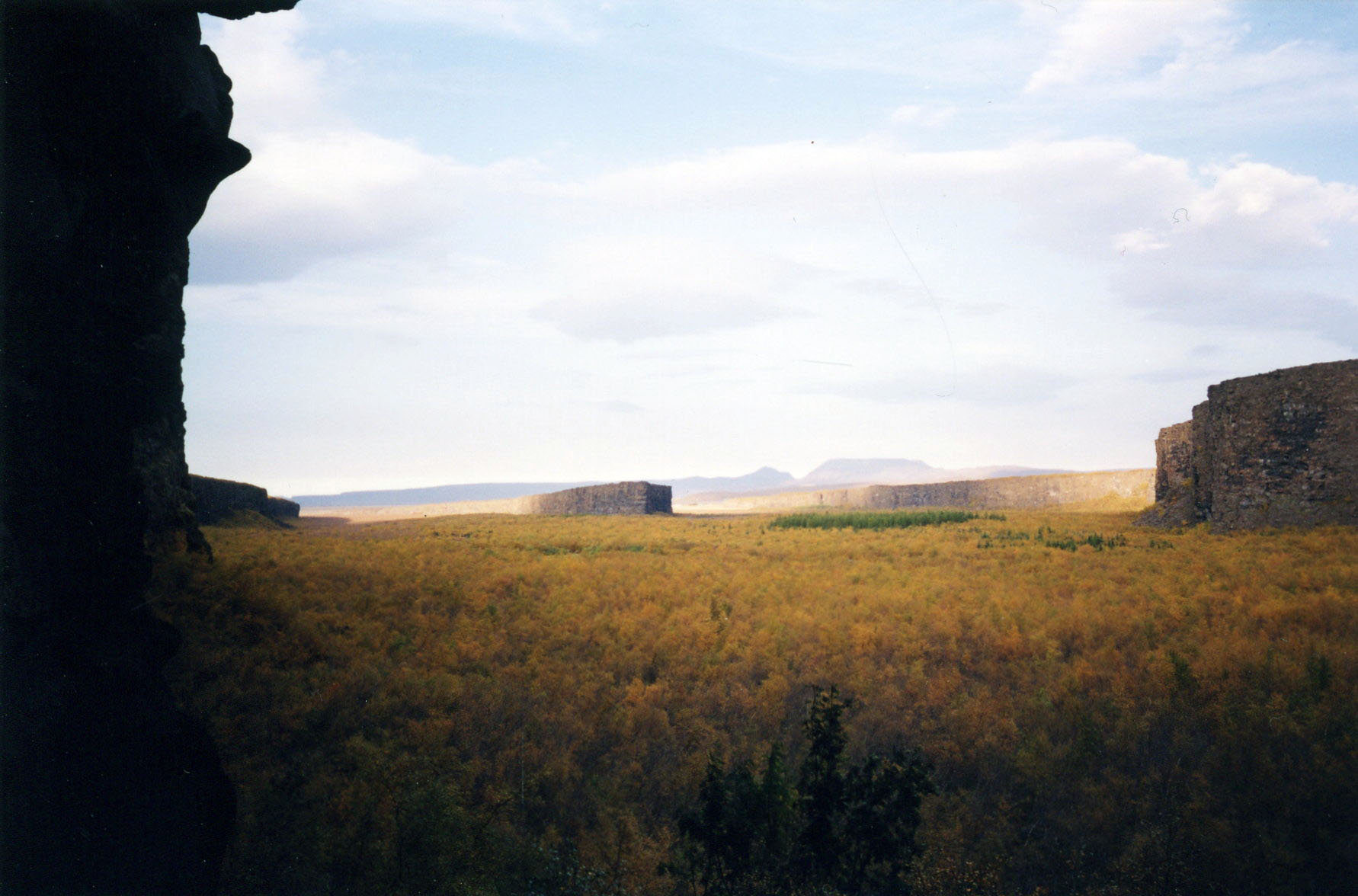
Nel canyon di Ásbyrgi

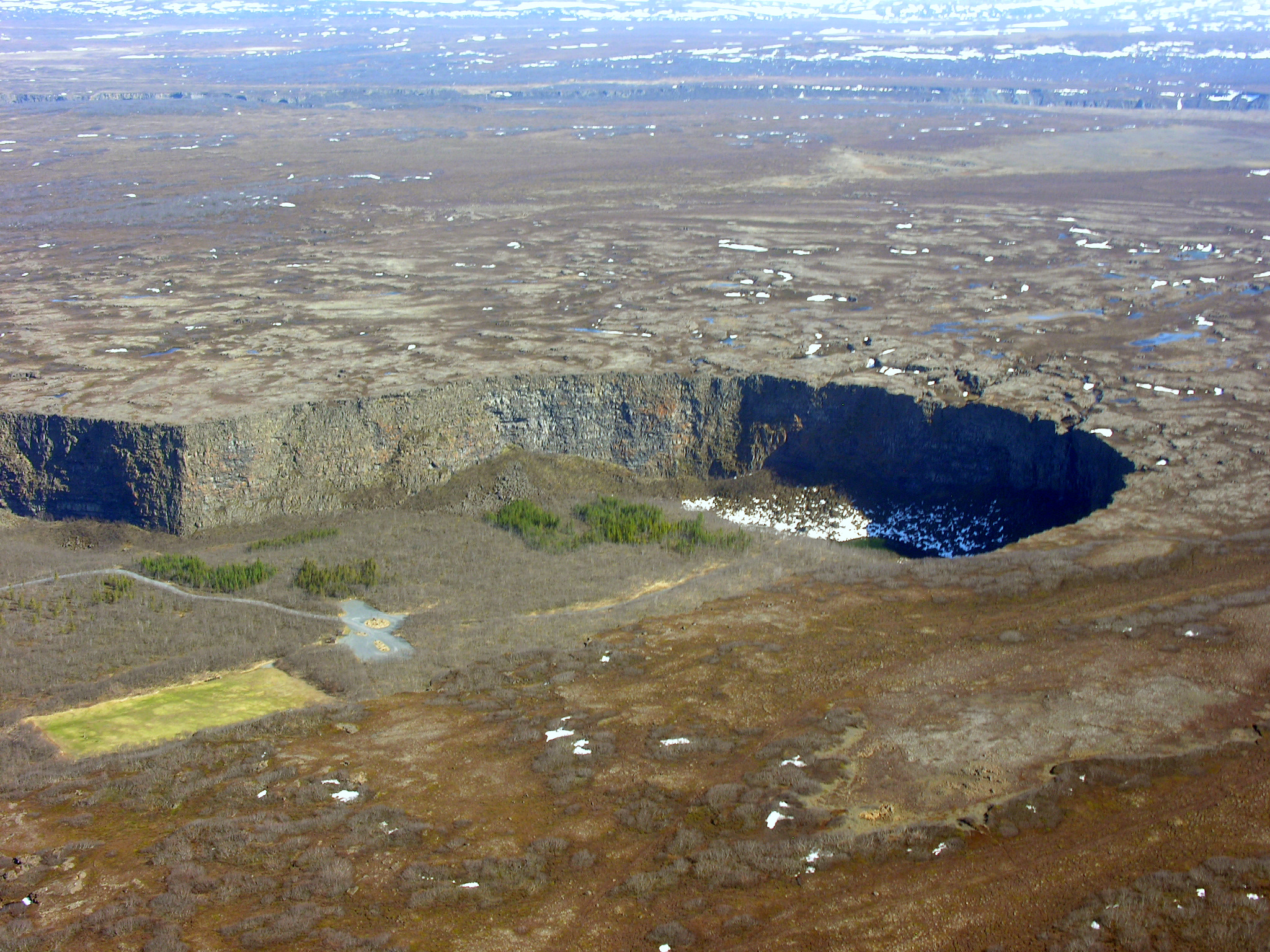
Veduta aerea del canyon di Ásbyrgi

Ásbyrgi, il Rifugio degli Dei, è un canyon situato nell'Islanda del nord. È lungo 3,5 km, e largo 1,1 km, circondato da maestose mura di roccia alte 100 m, che ospitano nidiate di fulmari durante il periodo della nidificazione. La gola è sorprendentemente alberata da una foresta di betulle, che possono arrivare anche a 8 m d'altezza, salici, larici cespugli e muschi. Al centro corre, per più della metà della sua lunghezza, una solitaria e ripidissima rocca, chiamata Eyjan, cioè l'isola. Vi è anche un lago chiamato Botnstjörn. Una strada conduce al cuore della vallata.
Secondo la leggenda, la struttura a riccio delle rocce riflette le facce ghignanti di elfi pietrificati da un mago dispotico. Più scientifiche le spiegazioni sui pillows (letteralmente "cuscini"), dovuti a una lava viscosa che avanza a blocchi, o sui tunnel lavici: la parte esterna di un flusso di lava si solidifica, mentre all'interno la massa calda scorre lasciando un canale vuoto. La lava a corda invece è il risultato di una lava più fluida che si avvolge su sé stessa.
La muraglia rocciosa che circonda il canyon forma un ferro di cavallo; la forma risulta ancora più sorprendente ed evidente se si osserva l'area dall'alto. La leggenda vuole che Ásbyrgi abbia avuto origine da uno degli  zoccoli del cavallo di Odino, Sleipnir, "Colui che scivola veloce". Dal manto grigio e dotato di otto zampe, è il destriero più veloce, in grado di cavalcare il cielo e le acque, e anche lungo gli altri mondi. Secondo alcune fonti Sleipnir porta delle rune incise sui denti.
Ásbyrgi ebbe origine da due catastrofiche alluvioni dell'ultimo periodo post-glaciale dello Jökulsá á Fjöllum originate dal parziale scioglimento del Vatnajökull, a più di 150 km verso sud, a causa di eruzioni sotto il ghiaccio, la prima 8-10 000 anni fa, la seconda 3 000 anni fa. Il fiume in seguito cambiò il suo corso, e attualmente scorre 2 km più ad est.
Ásbyrgi significa letteralmente "Rifugio degli dei Asi". La leggenda narra che, quando il popolo islandese tradì gli antichi dei e gettò i loro simulacri nella cascata di Goðafoss, questi non abbandonarono l'Islanda ma si rifugiarono ad Ásbyrgi, da cui continuano ancora oggi a vegliare sul paese.
Il mito vuole anche che Ásbyrgi sia uno dei luoghi più popolati dall'huldufólk, il popolo nascosto.

## Voci correlate

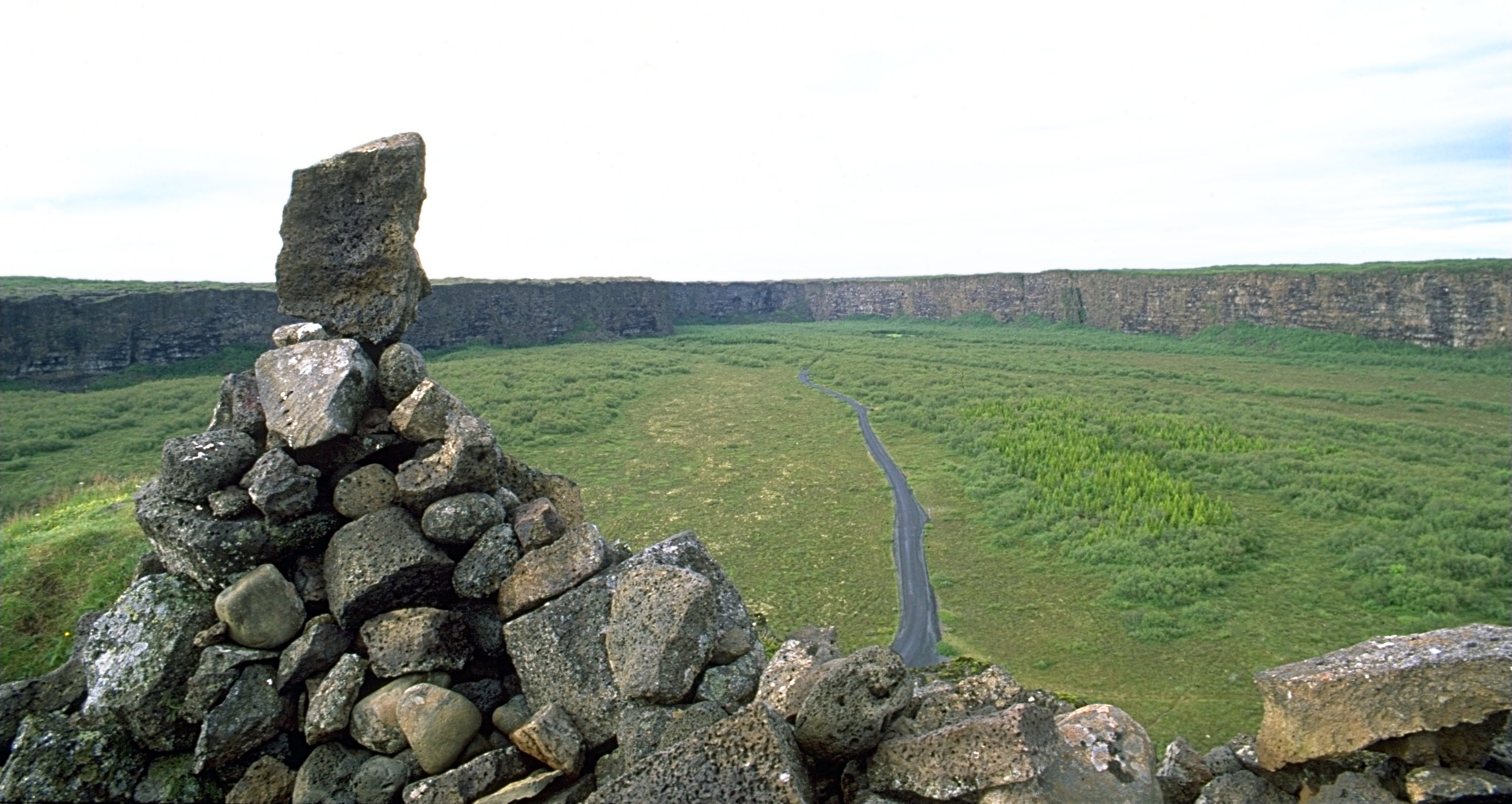
Veduta dalla ripida Eyjan
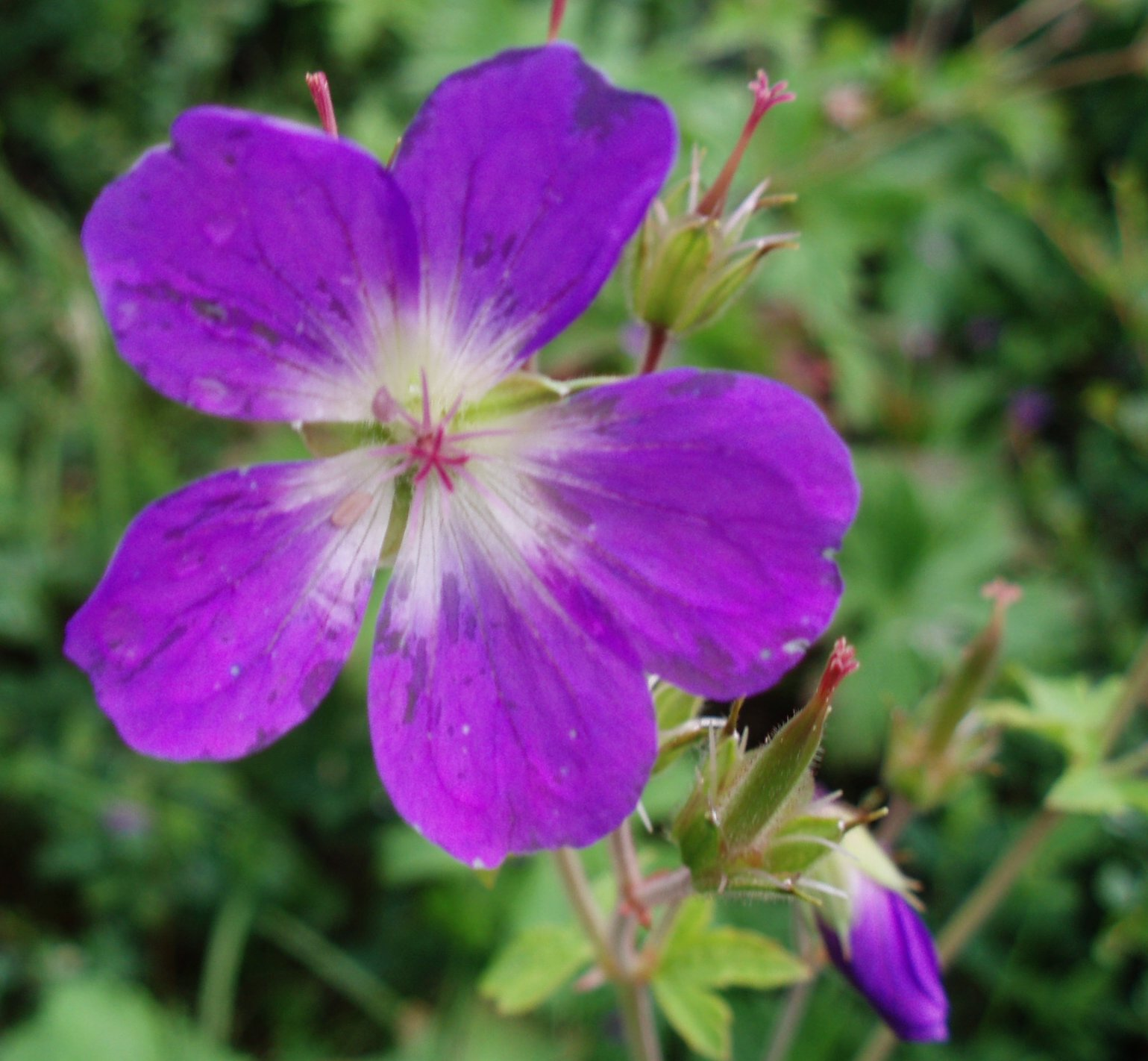
Geranio selvatico ad Ásbyrgi
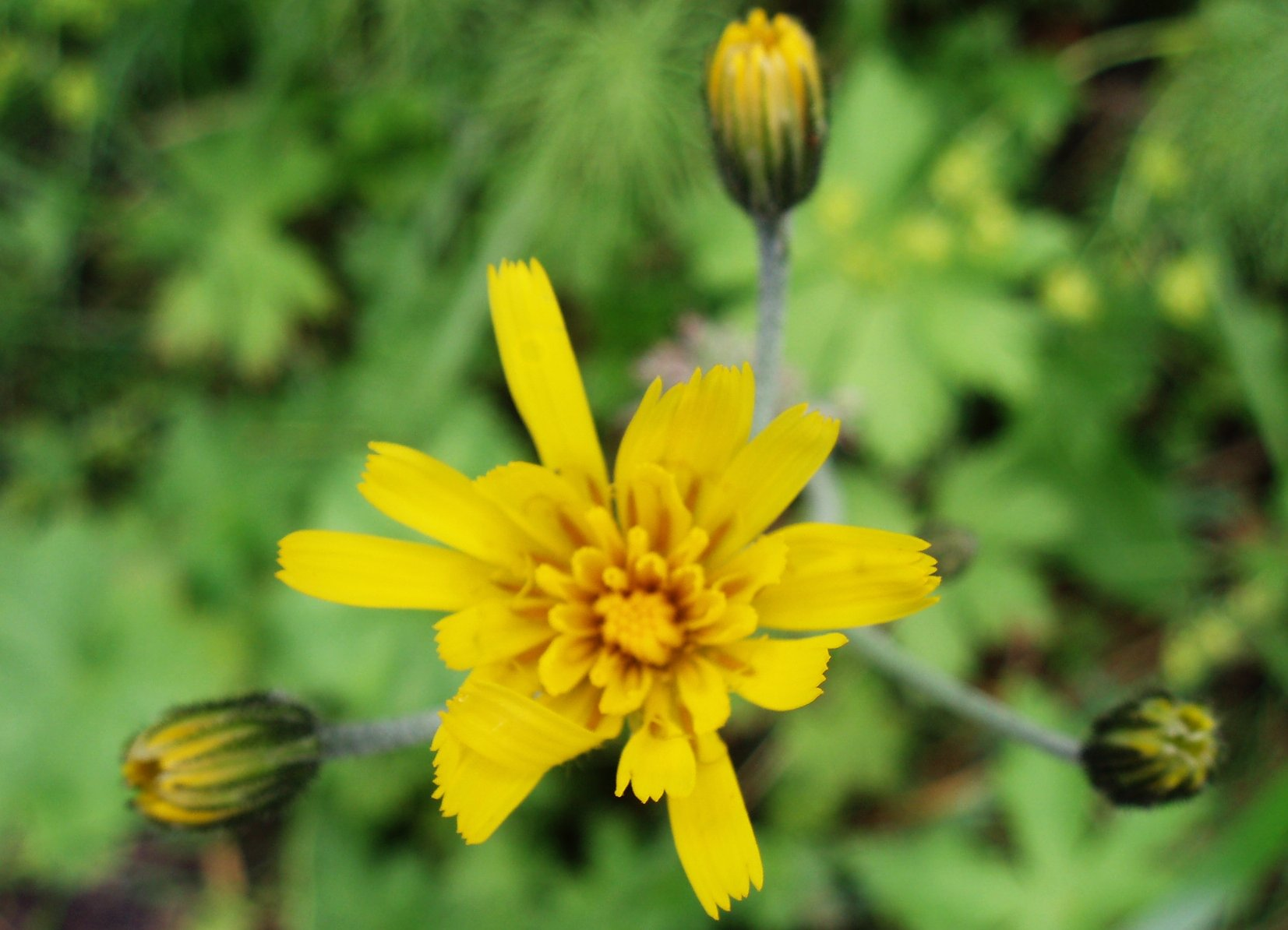
Hieracium islandicum ad Ásbyrgi
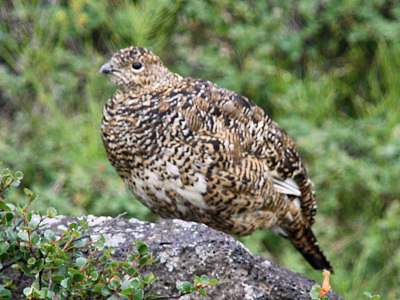
Lagopus muta ad Ásbyrgi
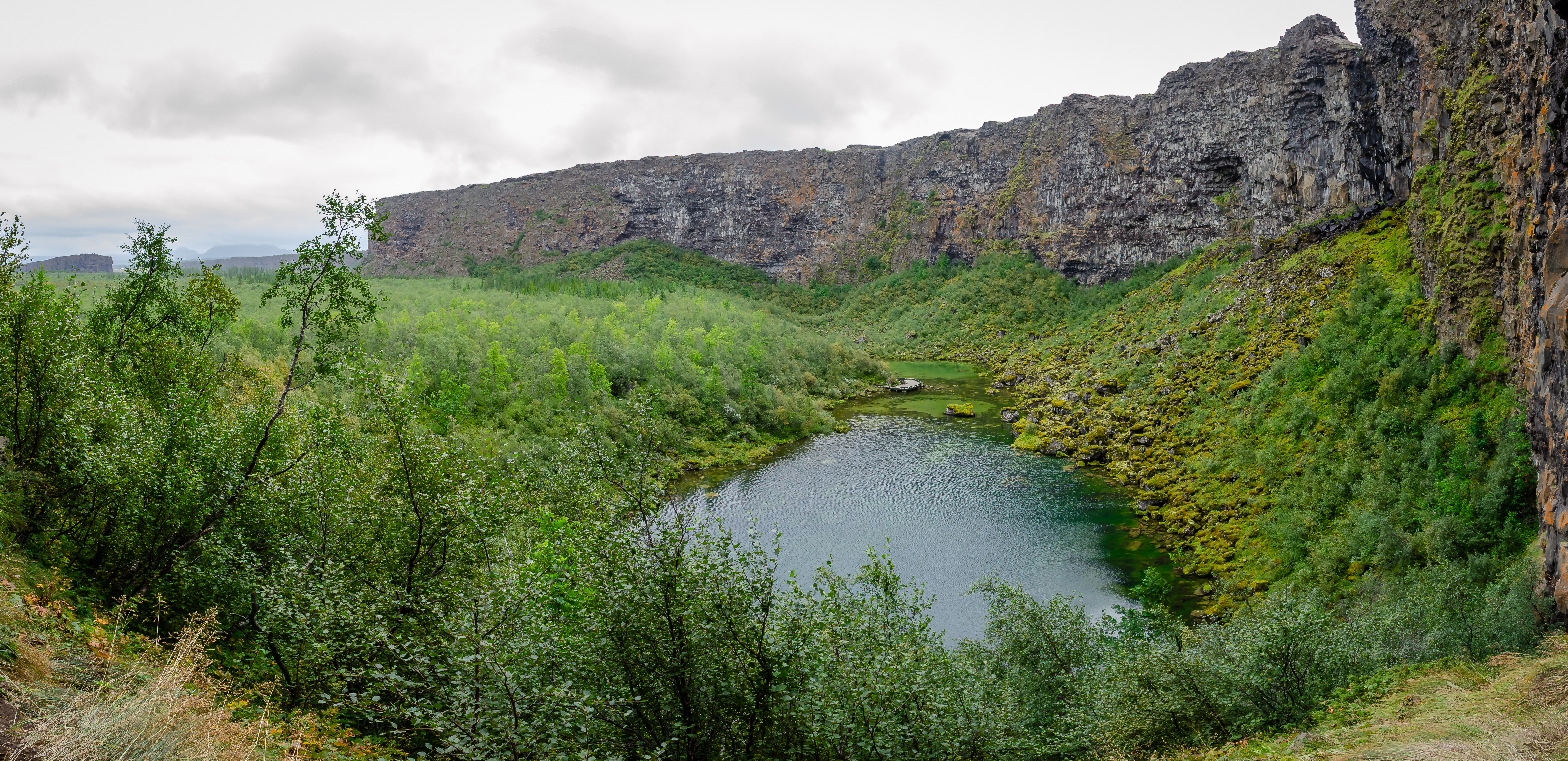
Lago Botnstjörn